# Michel Koch
Michel Koch (ur. 1980) – francuski artysta koncepcyjny związany z wytwórnią Don’t Nod, znany przede wszystkim ze swego wkładu w grę Life Is Strange.

## Życiorys
Karierę zaczął w 2004 roku jako wolny strzelec; tworzył grafikę koncepcyjną oraz ilustracje, a od 2007 roku zaczął działać dodatkowo w branży gier komputerowych, na zlecenie takich wytwórni jak Eugen Systems. W 2010 roku został zatrudniony jako dyrektor artystyczny w wytwórni Don’t Nod Entertainment, gdzie opracował oprawę graficzną do cyberpunkowej gry Remember Me (2013). Na potrzeby gry Koch ograniczył paletę barw do trzech kontrastujących ze sobą kolorów: bieli, pomarańczu i czerni.
Sławę Kochowi przyniosła współreżyserowana z Raoulem Barbetem gra epizodyczna Life Is Strange (2015), zawierająca motyw manipulacji czasem opowieść o nastolatce Maxine, która w prywatnej szkole ratuje dawno niewidzianą przyjaciółkę Chloë przed śmiercią i buduje z nią na nowo relację. Choć Koch relacjonował, że gra była dla studia sporym ryzykiem, Life Is Strange odniosło istotny sukces komercyjny i było chwalone przez prasę. Mimo że krytykowano pesymistyczny ton gry i niezręczne potraktowanie tematów LGBT, ceniono sportretowane w niej „problemy okresu dorastania: presję rówieśniczą, cyberprzemoc, konflikt międzypokoleniowy”. Life Is Strange otrzymało w 2015 roku Grand Prix festiwalu Ping Awards.
Koch i Barbet ponownie objęli stanowiska reżyserskie przy Life Is Strange 2 (2018), opowieści o dwóch amerykańskich braciach pochodzenia latynoskiego, którzy wskutek tragicznego zbiegu okoliczności tracą ojca i, poszukiwani przez policję i FBI, prowadzą żywot włóczęgów. Oprócz przemocy systemowej wobec marginalizowanych mniejszości Koch i Barbet ukazywali też wypaczenia amerykańskiego społeczeństwa, np. powszechne angażowanie się w sekciarskie kulty oraz zanikającą solidarność międzyludzką. Podobnie jak pierwowzór, Life Is Strange 2 również zostało pozytywnie przyjęte przez krytyków i zapewniło twórcom Nagrodę Specjalną Jury na rozdaniu Ping Awards.
Podczas gdy seria Life Is Strange była rozbudowywana przez amerykańskie studio Deck Nine, Koch w 2020 roku przeszedł do kanadyjskiego oddziału Don’t Nod w Montrealu. Opracowywał tam inspirowaną Life Is Strange grę Lost Records: Bloom and Rage, której premiera wstępnie została zapowiedziana na rok 2025.